# Museo risorgimentale garibaldino Giacomo Giustolisi
Il Museo risorgimentale garibaldino Giacomo Giustolisi è un museo della città di Marsala dedicato all'impresa dei Mille e in particolare alla sbarco a Marsala. È una sezione del Museo civico di Marsala.  Vi sono custoditi anche i cimeli del patriota marsalese Abele Damiani.

## Storia
Fondato nel 1902 da Giacomo Giustolisi, contiene i cimeli del periodo garibaldino. 
Dal 1998 è ospitato all'interno del complesso monumentale San Pietro, un antico monastero delle benedettine al centro della città, ristrutturato e aperto al pubblico in tale anno come centro culturale polivalente. Con il trasferimento al complesso monumentale San Pietro è divenuto sezione del Museo civico di Marsala. Dopo la morte di Giustolisi il museo fu intitolato al suo fondatore.

## Il museo
Il Museo risorgimentale garibaldino Giacomo Giustolisi è ospitato assieme alle altre due sezioni del Museo civico di Marsala (archeologia e delle tradizioni popolari) nell’ex monastero delle benedettine di San Pietro, e che occupa due ampi locali al primo piano del suddetto edificio  è un'esposizione permanente di cimeli, documenti originali e di un ricco archivio fotografico risalenti al periodo risorgimentale e illustra le tappe fondamentali dell’unificazione d’Italia, in modo particolare dello sbarco a Marsala dell’11 maggio 1860 mettendo pertanto in luce il contributo fornito dai cittadini marsalesi al processo che porto all'unità d'Italia.
Nel Museo sono esposte anche armi d’epoca da sparo (revolver a spillo, fucili e cannoni) e armi bianche (sciabole, baionette),  utilizzate dai garibaldini e le loro divise. Nel museo sono esposti anche i cimeli del patriota, politico e volontario garibaldino marsalese Abele Damiani tra cui la sua uniforme. Vi sono esposti anche costumi siciliani dell’epoca e la famosa poltrona in damasco su cui Giuseppe Garibaldi riposò a Marsala il 19 luglio 1862 durante la sua seconda venuta. Inoltre vi sono collocati mezzibusti, insieme a medaglie, camicie rosse, ed una ricca iconografia relativa all’impresa dei Mille. Al suo interno è coloccata anche una specie di epigrafe con scritto la frase che disse Garibaldi «A Marsala deve gratitudine e riconoscenza tutta Italia».

### Prima Sala
La prima sala è suddivisa in quattro sezioni principali e dedicate a periodi precisi per una più facile comprensione:
- prima sezione:  il 1848 l’anno della “Primavera dei Popoli”;
- seconda sezione:  il 1859 la seconda guerra d’indipendenza (l’alba dell’Italia);
- terza sezione:  il 1860, l’anno della rivoluzione siciliana e della spedizione dei Mille;
- quarta sezione: il 1862, il ritorno a Marsala di Garibaldi e la sua famosa esclamazione "O Roma o morte".

### Seconda Sala
La seconda sala è interamente dedicata al mito di Giuseppe Garibaldi e al ricordo dei Mille garibaldini, in questa sala sono esposti: ritratti, quadri, foto e stampe d'epoca che raffigurano i volti dei volontari garibaldini.